# Orius
Orius es un género de hemípteros heterópteros de la familia Anthocoridae. Los adultos tienen entre 2 y 5 mm de longitud; son predadores, alimentándose preferentemente del ácaro Tetranychus urticae, psílidos, aleuródidos y trips. Son frecuentes en jardines y campos. En los humanos pueden producir una picadura dolorosa, pero no venenosa.
Algunas especies son criadas comercialmente y vendidas a agricultores para utilizarlos en programas de control biológico de plagas.

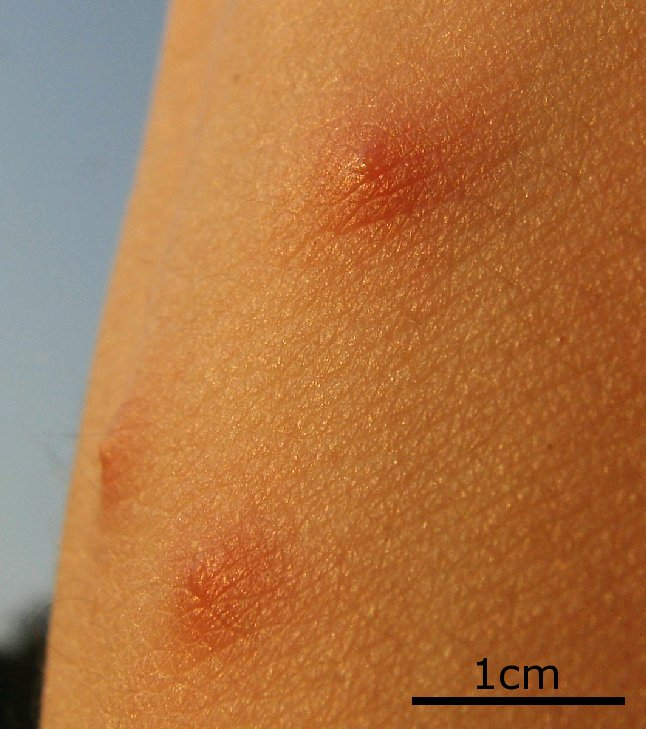
Picaduras de Orius sp. a las 24h de producirse.

En condiciones de laboratorio el desarrollo de la ninfa de Orius niger lleva 14 días a temperatura de 25°; las hembras tienen una longevidad de 60 días y puede poner hasta 150 huevos.

## Especies
- Orius candiope Herring, 1966
- Orius diespeter Herring, 1966
- Orius harpocrates Herring, 1966
- Orius insidiosus Say, 1832
- Orius laevigatus
- Orius minutus (Linnaeus, 1758)
- Orius nigra (Wolff, 1811)
- Orius pumilio (Champion, 1900)
- Orius thyestes Herring, 1966
- Orius tristicolor (White, 1879)